# 北野大茶湯
北野大茶湯（きたのおおちゃのゆ）は、天正15年10月1日（グレゴリオ暦: 1587年11月1日）に京都北野天満宮境内において豊臣秀吉が催した大規模な茶会のこと。

## 概要

### 開催の告知
この年の7月に九州平定を終えた秀吉は、京都の朝廷や民衆に自己の権威を示すために、聚楽第造営と併行して大規模な催事を企てた。同月末より、諸大名・公家や京都・大坂・堺の茶人などに10月上旬に茶会を開く旨の朱印状を出し、続いて7月28日に京都・五条などに以下のような触書を出した。
- 北野の森において10月1日より10日間、大規模な茶会を開き、秀吉が自らの名物（茶道具）を数寄執心の者に公開すること。
- 茶湯執心の者は若党、町人、百姓を問わず、釜1つ、釣瓶1つ、呑物1つ、茶道具がない者は替わりになる物でもいいので持参して参加すること。
- 座敷は北野の森の松原に畳2畳分を設置し、服装・履物・席次などは一切問わないものとする。
- 日本は言うまでもなく、数寄心がけのある者は唐国からでも参加すること。
- 遠国からの者に配慮して10日まで開催することにしたこと。
- こうした配慮にもかかわらず参加しない者は、今後茶湯を行ってはならない。
- 茶湯の心得がある者に対しては場所・出自を問わずに秀吉が目の前で茶を立てること。

また秀吉は博多の豪商神屋宗湛にも参加を促す書状を送った。実務面は前田玄以・宮城頼久らが行い、9月からは会場の工事も行われた。

### 初日
茶会初日である10月1日は、北野天満宮の拝殿（12畳分）を3つに区切り、その中央に黄金の茶室を持ち込んでその中に「似たり茄子」などの秀吉自慢の名物を陳列した。また麩焼き煎餅、真盛豆等の茶菓子が出されたとされている。御触れの効果からか当日は京都だけではなく大坂・堺・奈良からも大勢の参加者が駆けつけ、総勢1,000人にも達した。会場では野点が行われた。
4つの茶席には秀吉と千利休・津田宗及・今井宗久という当代きっての茶人3名を茶頭として迎え、来会者には身分を問わず公平に籤引きによって各席3-5人ずつ招き入れて名物を用いて茶を供した。秀吉は午前中は茶頭として茶を振舞い、午後には会場内各所を満足げに視察して1日を過ごし、その際に丿貫の風流な茶席に目がとまり所望したという。

### 中止
ところが翌2日の茶会は一転して中止となり、その後も再開されぬまま終了となった。これはら1日の夕方に肥後国人一揆が発生したという知らせが入り、これに秀吉が不快を覚えたからだという説が当時から囁かれており、今日でも通説となっている。しかし、この他にも、秀吉の自己顕示欲が1日で満されたからとする説、単なる専制君主特有の気まぐれとする説、秀吉が数百人も茶を点てるのに疲れてしまったとする説、当初は10日間の予定だったが開催直前になって1日のみに変更されたという説など、諸説ある。日本史学者の中村修也は、これらの説を検討した上で「北野大茶湯は秀吉に対する京都人の感情を知る試金石であったが、彼の予想より人々が集まらず、予定通り続けてしまうと企画の失敗が衆目に晒されてしまうため、先手を打って曖昧に終了させた」と推測している。

## 創作作品
- へうげもの - 山田芳裕の漫画作品。作中にこの茶会の様子が描かれている。
- 花戦さ - 鬼塚忠の小説を原作とした映画作品。作中では池坊専好が花を活けた千利休の茶席が秀吉の黄金の茶席よりも人気を集めたことが中止の理由となっている。